# 주왕산국민학교 내원분교
주왕산국민학교 내원분교는 경상북도 청송군 주왕산면 상의리에 있었던 국민학교 분교이다.

## 연혁
- 1970년 3월 2일 주왕산국민학교 내원분교 설립 인가
- 1970년 3월 30일 내원분교장 개교
- 1980년 ?월 ??일 제?회 졸업식(누계: 78명)
- 1980년 3월 1일 폐교 및 주왕산국민학교 통폐합